# Erwin Lichtenstein
Erwin Lichtenstein (geboren 16. Februar 1901 in Königsberg in Preußen; gestorben 22. März 1993 in Tel Aviv) war ein deutsch-israelischer Jurist.

## Leben
Erwin Lichtenstein war ein Sohn des Königsberger Rechtsanwalts und Politikers Max Lichtenstein (1860–1942), seine Tante Thea Lichtenstein (1869–1937) war die Frau des sozialdemokratischen Politikers Hugo Haase. Lichtenstein wurde 1919 Mitglied im deutsch-jüdischen Wanderbund Kameraden und redigierte dessen Zeitschrift. Er studierte Rechtswissenschaften in Königsberg, Berlin und Leipzig und wurde 1922 in Königsberg mit einer Dissertation über die Verkehrskonferenz von Barcelona 1921 promoviert. Er war ab 1922 Syndikus des Central-Vereins deutscher Staatsbürger jüdischen Glaubens (CV) für das Gebiet der Provinz Ostpreußen. Lichtenstein heiratete die Danzigerin Lotte Hirschberg (1902–1992), sie hatten drei Kinder, der Sohn Zvi Snunit (1933–1966) wurde Komponist in Israel. Von 1923 bis 1926 war er Redakteur der jüdischen Wochenzeitung Danziger Rundschau. Von 1923 bis 1928 war er stellvertretender Vorsitzender der Liga für Menschenrechte in Danzig und nahm an internationalen Kongressen in Paris und Warschau teil. Das Assessorexamen machte er 1930 in Berlin und arbeitete danach als Rechtsanwalt in Königsberg.
Nach der Machtübergabe an die Nationalsozialisten 1933 erhielt er ein Berufsverbot in Königsberg und zog nach Danzig, das völkerrechtlich vom Deutschen Reich getrennt war. Er wurde dort Syndikus der Synagogengemeinde und Herausgeber des Jüdischen Gemeindeblatts. Er organisierte die Flucht der Danziger Juden.
Lichtenstein floh 1939 nach Palästina und lebte dort zunächst als Buchhändler. 1951 machte er ein israelisches Rechtsanwaltsexamen und 1953 eröffnete er eine Rechtsanwaltspraxis in Tel Aviv. Er befasste sich mit der Rechtsstellung der Danziger Juden im deutschen Wiedergutmachungsrecht. 1973 publizierte er für das Leo Baeck Institut das Buch über die Juden der Freien Stadt Danzig unter der Herrschaft des Nationalsozialismus.

## Schriften (Auswahl)
- Die Verkehrs-Konferenz von Barcelona : (10. März–20. Apr. 1921). Königsberg i. P. 1922. Königsberg, R.- u. staatswiss. Diss., 1922
- Zur Auslegung des § 43 Abs. 2 Satz 2, Rechtsprechung zur Wiedergutmachung (RzW), 1962, S. 534
- Die Juden in Danzig (1933–1939), in: Zeitschrift für die Geschichte der Juden 4 (1967) 1, S. 199–217
- Entschädigung für Mauritius-Internierung, Rechtsprechung zur Wiedergutmachung (RzW),  1968, S. 247
- Die Juden der Freien Stadt Danzig unter der Herrschaft des Nationalsozialismus. Tübingen : Mohr, 1973
- Der Kulturbund der Juden in Danzig 1933–1938, in: Zeitschrift für die Geschichte der Juden 10 (1973) 3/4, S. 181–190
- Bericht an meine Familie – Ein Leben zwischen Danzig und Israel. Nachwort Günter Grass. Darmstadt : Luchterhand, 1985